# Austrosaropogon gephyrion
Austrosaropogon gephyrion är en tvåvingeart som beskrevs av Daniels 1991. Austrosaropogon gephyrion ingår i släktet Austrosaropogon och familjen rovflugor. Inga underarter finns listade i Catalogue of Life.